# Mur murs
Mur murs es una película documental del año 1980 dirigida por Agnès Varda. La película muestra y explica los murales de Los Ángeles, California.

## Tema y estilo
La mayor parte de las escenas de la película son planos de los murales, frecuentemente filmados junto con los pintores y modelos situados frente a sus murales en arreglos artísticos. Todos los murales en la película se encuentran en la ciudad de Los Ángeles. La película alterna entre la narración en off de Agnès Varda y comentarios de los pintores, incluyendo también comentarios de los vecinos de los barrios en los cuales fue filmada la película. También incluye varias actuaciones musicales, incluyendo de Los Illegals, un grupo de punk-rock chicano.
La película presta bastante atención a murales pintados por pintores chicanos, pero también están incluidos muchas obras de pintores de otras etnias distintas. La película también se enfoca en los efectos de la violencia estatal, en tanto como afecta a las comunidades en las cuales están situadas los murales, así como afecta a los murales mismos.
El título de la película es un juego de palabras: literalmente "Muralla murallas" en francés, leído en inglés el título quiere decir "murmullos", y Varda sugiere en la película que las paredes murmuran entre ellas con sus murales.

## Producción y publicación
Mur murs fue creado por Varda junto con Documenteur: Una película de emoción, una película de drama sobre una mujer francesa que vive en Los Ángeles, puesta contra los mismos murales que son el tema de Mur murs, y protagonizada por varias de las personas que trabajaron en Mur murs.
La película fue proyectada en el Festival de Cannes 1981.

## Recepción y legado
Una crítica contemporánea en The New York Times escribió tras la proyección de la película en un festival de cine describiendo la película como "animada y energética".
En una crítica publicada en Film School Rejects sobre una caja de The Criterion Collection con las películas de Agnès Varda que fueron hechas en California, Farah Cheded describe a Mur murs como teniendo una "composición perfecta" en su representación de paredes pintadas deslumbrantes.